# Montego Bay
Montego Bay – miasto w północno-zachodniej części Jamajki, nad Morzem Karaibskim. Około 80 tys. mieszkańców; największy ośrodek turystyczny kraju; kąpielisko morskie; przemysł środków transportu, spożywczy; port morski. Czwarte co do wielkości miasto kraju. Siedziba rzymskokatolickiej diecezji Montego Bay.
Montego Bay było miejscem zakończenia III Konferencji Prawa Morza Organizacji Narodów Zjednoczonych oraz podpisania Konwencji Narodów Zjednoczonych o prawie morza.
W miejscowości mieszkał polski malarz marynista Michał Leszczyński.